# Черношейная каменка
Черношейная каменка (лат. Oenanthe finschii) — вид птиц из рода каменки, небольшая насекомоядная птица, отряда воробьиных, который ранее относился к семейству дроздовых (Turdidae), но теперь относится к мухоловковым (Muscicapidae). Выделяют два подвида. Видовое название увековечивают память немецкого этнографа, естествоиспытателя и исследователя Фридриха Германа Отто Финша (1839—1917).

## Описание
Длина тела составляет 14—17,5 см, масса тела варьирует от 22 до 32 г. Половой диморфизм присутствует в оперении. У самца область от центра лба до спины покрыта перьями от светло-серого до кремово-белого или белого цвета (в зависимости от сезона). Верхняя часть тела белого, кремового или бежевого цвета. Рулевые перья белые, кроме центральной пары, которая имеет чёрный цвет, как и полосы перед концом каждого из рулевых перьев. Образуют рисунок в форме перевёрнутой буквы Т, как у Oenanthe melanoleuca, но с одинаково широкой концевой полосой. Бока головы, горло, бока шеи и крылья чёрные. Остальная часть нижней части тела белая. Самки отличаются серо-коричневой головой и верхней частью тела, за исключением кроющих уха ржаво-коричневого цвета. Окраска оперения крыльев и хвоста сходна с таковой у самцов.
Позывка — свистящий «tsit», а песня — смесь чистых нот со свистом и треском.

## Биология
Черношейная каменка гнездится в полупустынях и на каменистых склонах к востоку от Турции до Афганистана и западного Пакистана. Это перелетная птица, зимующая в Египте, на Кипре и на Ближнем Востоке. Гнездо строит в расщелине скал, в кладке 4—5 яиц. Питается в основном насекомыми, а также семенами и другими растительными веществами.